# William R. Hutchison
William R. Hutchison (* 21. Mai 1930 in San Francisco; † 16. Dezember 2005 in Boston) war ein US-amerikanischer Kirchenhistoriker.
Hutchisons Vater, Ralph Cooper Hutchison, war presbyterianischer Pfarrer und Gründer der American University im heutigen Iran. Nach seiner Schulausbildung studierte Hutchison an der Oxford University. Hutchison erreichte den Bachelor und Master an der Oxford University und seinen Doktor an der Yale University. Hutchison erhielt in den folgenden Jahren eine Anstellung an der Yale University, am Hunter College, an der University of Wisconsin at Madison und an der American University in Persien, bevor er 1968 nach Harvard University wechselte, wo er an der Harvard Divinity School unterrichtete.
1952 heiratete Hutchison Virginia Quay. Sie hatten vier Kinder.

## Werke
- The Transcendentalist Ministers: Church Reform in the New England Renaissance (1959)
- The Modernist Impulse in American Protestantism (1976)
- Religious Pluralism in America: The Contentious History of a Founding Ideal (2003)

Hutchison war des Weiteren Herausgeber oder Mitherausgeber von vier weiteren Büchern:
- American Protestant Thought: The Liberal Era (1968)
- Between the Times: The Travail of the Protestant Establishment in America, 1900-1960 (1989)